# Laura Benkarth
Laura Benkarth (født 14. oktober 1992) er en kvindelig tysk fodboldspiller, der står i målet for Bayern München i 1. Frauen-Bundesliga og Tysklands kvindefodboldlandshold.
Hun blev første gang udtaget til det tyske A-landshold i oktober 2012 af landstræner Silvia Neid, og fik sin officielle debut den 28. juli 2013 mod Sverige. Hun har deltaget ved EM i kvindefodbold 2013 i Sverige, EM 2017 i Holland og VM i kvindefodbold 2019 i Frankrig. Hun blev for første gang olympisk mester i kvindefodbold under Sommer-OL 2016 i Rio de Janeiro, sammen med resten af det tyske A-landshold.